# Vyvieračka pod Bachárkou
Vyvieračka pod Bachárkou je přírodní památka v katastrálním území obce Dobrá Voda v okrese Trnava v Trnavském kraji na Slovensku. Území bylo vyhlášeno v roce 1982. Předmětem ochrany je ojedinělý krasový jev: vyvěračka.